# Sphaerotilus hippei
Sphaerotilus hippei es una bacteria gramnegativa filamentosa del género Sphaerotilus. Fue descrita en el año 2011. Su etimología hace referencia al microbiólogo alemán H. Hippe. Es aerobia y de estructura filamentosa. Tiene un tamaño de 0,7-1,5 μm de ancho por 2-6,2 μm de largo. Temperatura de crecimiento entre 7-35 °C, óptima de 26-27 °C. Catalasa y oxidasa positivas. Se ha aislado de un estanque de agua en Alemania. 